# Kriegsgefangenenlager Bowmanville
Das Kriegsgefangenenlager Bowmanville (auch als POW Camp 30 bekannt) war ein von Kanadiern geführtes Kriegsgefangenenlager für deutsche Soldaten während des Zweiten Weltkriegs. Es wurde im Bezirk Clarington im Staat Ontario, heute zu Oshawa, errichtet und war mit ca. 880 Gefangenen belegt (Bowmanville (Clarington)).
Im September 2013 wurde das Camp als National Historic Site of Canada eingestuft. Im Jahr 1943 wurden die Häftlinge Otto Kretschmer und Wolfgang Heyda Gegenstand eines aufwendigen Fluchtversuches namens Unternehmen Kiebitz.

## Geschichte
Im Jahr 1922 stiftete John H. H. Jury seine Farm von 300 Hektar an die Regierung, um eine „Schule für unangepasste Jungen, die nicht von Natur aus straffällig waren“ (Bowmanville Boys Training School) zu bauen. Zwei der frühen Gebäude wurden 1927 fertiggestellt. Im Jahr 1941 beschloss die Regierung das Anwesen als Kriegsgefangenenlager zu nutzen, und die Bowmanville Boys Training School wurde innerhalb von Bowmanville nach Rathskamoray (derzeit das Löwenzentrum) verlegt.
Kanadische Beamte hatten knapp sieben Monate, um die Jungenschule in ein Kriegsgefangenenlager zu verwandeln. Es wurden 15 Meter breite Widerhakenzäune, Wachtürme (neun), sowie Tore und Kasernen für die kanadischen Wachen gebaut. Diese Aufgaben wurden Ende 1941 abgeschlossen, gerade als die ersten Gefangenen ankamen. Nach Kriegsende wurden die Kriegsgefangenen nach Europa zurückgeschickt, und der Standort wurde wieder als Schule genutzt.

## POW Camp 30

### Gefangenenaufstand – „Schlacht von Bowmanville“
Im Sommer 1942 ließ man, auf Befehl des Oberkommandos der Wehrmacht, britische und kanadische Soldaten, die nach der Operation Jubilee gefangen genommen worden waren, in Berlin in Ketten vorführen. Im Gegenzug wurde daraufhin von alliierter Seite befohlen, einhundert Insassen des kanadischen Kriegsgefangenenlagers Bowmanville, ebenfalls in Ketten legen zu lassen. Der Kommandant des Lagers Lieutenant Colonel James Mason Taylor bat Generalmajor Georg Friemel, den Sprecher der deutschen Kriegsgefangenen, am 10. Oktober 1943 gegen 12.30 Uhr eine Gruppe von Gefangenen zu fesseln. Friemels Antwort lautete „keiner der Gefangenen würden sich freiwillig melden“. Generalleutnant Hans von Ravenstein, leitender Luftwaffenoffizier, Oberstleutnant Hans Hefele und der leitende Marineoffizier Korvettenkapitän Otto Kretschmer wurden auch gebeten, Freiwillige zu fesseln – sie lehnten ab. Der Kommandant befahl daraufhin eigenen Leuten die Fesselungen vorzunehmen. Die deutschen Offiziere verschanzten sich daraufhin bis zum Abend des 12. Oktober 1942 in der Messe des Lagers und setzten sich mit Dachlatten, Steinen und improvisierten Waffen zur Wehr. Ungefähr 100 kanadische Soldaten, die von einer anderen Basis in Kingston rekrutiert worden waren, kamen dem Wachpersonal zur Hilfe und stürmten die Messe mit Baseballschlägern, so dass die beiden Seiten gleich gut aufeinander abgestimmt blieben. Nach mehreren Stunden Schlägerei brachten die Kanadier Hochdruckwasserschläuche und durchnässten die Räume gründlich. Nachdem die Deutschen schließlich einen britischen Offizier überwältigten und gefangen nahmen, eröffnete die kanadische Wachmannschaft dann doch das Feuer. Dabei wurde ein Deutscher durch Gewehrfeuer verwundet und ein kanadischer Soldat erlitt einen Schädelbruch durch ein geworfenes Marmeladenglas. Nach Beendigung des Aufstandes wurden 126 der Gefangenen in andere Lager verlegt.
Bei dem verwundeten Gefangenen handelte es sich um den Oberfähnrich zur See Volkmar König (* 6. November 1920 in Bremen; † 22. August 2008 in Kiel), der bis zu seiner Gefangennahme auf U 99 Dienst tat. Der umfangreiche Nachlass Königs, bestehend aus Dokumenten, Fotos, Film- und Tonmitschnitten befindet sich im Internationalen Maritimen Museum Hamburg.

### Fluchtversuche
Im Laufe der Jahre gab es viele Fluchtversuche. Der erste Versuch fand während des ersten Jahres des Lagers am 25. November 1941 statt. Ein Gefangener versuchte unter den Stacheldraht zu kriechen, wurde aber sofort gefasst. Das Unternehmen Kiebitz war ein gescheiterter Fluchtversuch zur Rettung von vier deutschen U-Boot-Kommandanten, u. a. Otto Kretschmer. Am 30. Dezember 1942 versuchte ein Gefangener eine Flucht, indem er sich beim Verlassen des Lagers im Wäschewagen versteckte. Der Versuch scheiterte, und er wurde einige Stunden im Oshawa-Gefängnis festgehalten, bevor er am selben Tag ins Lager entlassen wurde.
Bei einer routinemäßigen Inspektion in den Zellen der Gefangenen wurde am 29. Juli 1943 eine Blechdose mit Karte und Werkzeug zur Flucht gefunden. Eine Flucht durch einen Tunnel wurde in der nordöstlichen Ecke der Victoria Hall begonnen (von Häftlingen als Haus IV bezeichnet). Der Tunnel war 50 cm im Quadrat, die Beleuchtung war verkabelt und ein Belüftungssystem mit Blechdosen installiert. Stützen waren alle 1–2 Meter und wurden aus Holz von Dachböden im Lager angefertigt. Die ausgegrabene Erde wurde mittels Eimer durch ein Loch in der Decke auf den Dachboden verbracht. Im September 1943 kollabierte der Dachboden durch das Gewicht der angesammelten Erde. Alarmierte Wachen entdeckten den Tunnel und verschütteten ihn.

## Heutige Nutzung
Das Anwesen wurde bis 1979 als Jungenschule genutzt und bis 2008 als Schule für ausländische malaysische Studenten, St. Joseph’s Catholic Elementary School und schließlich als private islamische Universität. Danach wurde das Camp 30 stark vernachlässigt. Im Jahr 2013 erhielt Camp 30 einen Platz auf der Liste von Heritage Canada für „Die Top 10 der gefährdeten Plätze des Jahres 2013“, hauptsächlich weil es wegen der Vernachlässigung der Gebäude und des Werts des Landes für einen Entwickler abgerissen werden sollte. Dieser Abrissplan wurde später im Jahr 2013 verworfen, nachdem es als National Historic Site benannt wurde. Am 5. Juli 2016 gab die Gemeinde Clarington bekannt, dass sie einen Kaufvertrag mit den derzeitigen Besitzern der Liegenschaft, Kaitlin Developments und Fandor Homes, abgeschlossen habe. Dieser Schritt hat das Anwesen effektiv vor einer möglichen Zerstörung durch eine Kombination aus Vandalismus, unzureichender Finanzierung und eventueller Heimentwicklung bewahrt. Der Verkauf beinhaltet eine Spende in Höhe von 500.000 US-Dollar an die Gemeinde, die bei der Wartung und Pflege des Grundstücks in Verbindung mit einer ersten Säuberung der Baustelle helfen soll. Die Säuberung beinhaltet die Zerstörung von Gebäuden, die keinen historischen Status erhalten haben, die Beseitigung von Graffiti und die Installation von Überwachungskameras.